# Keizer (Oregon)
Keizer ist eine Stadt im Marion County, US-Bundesstaat Oregon. Sie liegt in der Metropolregion Salem (Salem Metropolitan Statistical Area). Das U.S. Census Bureau hat bei der Volkszählung 2020 eine Einwohnerzahl von 39.376 ermittelt.

## Geschichte
Die ursprüngliche Siedlung befand sich in Keizer Bottom, in der Nähe des Ufers des Willamette River. Die Gemeinde wurde nach Thomas Dove Keizur, einem der ersten Siedler, benannt. Irgendwo in der Übersetzung der Aufzeichnungen über die Landansprüche der Spender wurde sein Name falsch geschrieben. Die Siedlung litt unter der Flut von 1861, und die Bewohner bauten ihre Häuser auf höherem Grund wieder auf. Weitere Überschwemmungen in den Jahren 1943, 1945, 1946 und 1948 behinderten das Wachstum der Gemeinde, und erst als in den 1950er Jahren Dämme gebaut wurden, um den Abfluss des Willamette zu regulieren, begann Keizer zu florieren.
Die Stadt Salem versuchte mehrmals, die wachsende Gemeinde, die an ihre Stadtgrenzen grenzte, einzugemeinden. Ab 1964 versuchten einige Einwohner von Keizer, die Bevölkerung davon zu überzeugen, dass es billiger und besser wäre, eine eigene Stadt zu gründen. Erst am 2. November 1982 stimmten die Einwohner mit Unterstützung der nahe gelegenen, nicht eingemeindeten Siedlung Clear Lake dafür, Keizer zu einer Stadt zu machen.

## Demografie
Nach der Schätzung von 2019 leben in Keizer 39.713 Menschen. Die Bevölkerung teilte sich im selben Jahr auf in 85,2 % Weiße, 0,3 % Afroamerikaner, 0,7 % amerikanische Ureinwohner, 1,8 % Asiaten, 0,6 % Ozeanier und 8,0 % mit zwei oder mehr Ethnizitäten. Hispanics oder Latinos aller Ethnien machten 18,4 % der Bevölkerung von Keizer aus. Das mittlere Haushaltseinkommen lag bei 64.638 US-Dollar und die Armutsquote bei 10,9 %.
| Jahr | Einwohner¹ |
| ---- | ---------- |
| 1990 | 21.884     |
| 2000 | 32.203     |
| 2010 | 36.478     |
| 2020 | 39.376     |

¹ 1990 – 2020: Volkszählungsergebnisse